# Georges Rutaganda
Georges Anderson Nderubumwe Rutaganda, né le 27 novembre 1958 et mort le 11 octobre 2010, est le deuxième vice-président de la milice Interahamwe rwandaise hutu.

## Biographie
Il a personnellement ordonné aux Interahamwe et aux soldats d'encercler 4 500 réfugiés dans la région de Nyanza, puis de lancer des grenades parmi les réfugiés. Ses soldats ont alors ouvert le feu. Rutaganda leur a ordonné de tuer les réfugiés qui avaient survécu. Rutaganda est également actionnaire de la RTLM Hutu Power Radio, responsable du génocide rwandais. Rutaganda est également présent lorsque son fils viole et assassine des filles. Rutagunda est non seulement responsable de l'ordre, du financement et de l'incitation au génocide, mais il a également montré qu'il avait assassiné de nombreux Tutsis à la machette. Par conséquent, le jury l'a déclaré coupable de trois chefs d'accusation : génocide, crimes contre l'humanité et meurtre. Lorsqu'il reçoit son verdict devant le tribunal des Nations unies, il agit avec arrogance, selon les témoins, sans montrer la moindre culpabilité pour les actes pour lesquels il a été condamné.
La sentence de Rutaganda a été confirmée en 2009 et il a été transféré au Bénin, où il est décédé en prison le 11 octobre 2010 des suites d'une longue maladie à Porto-Novo,.